# Kerry Shacklock
Kerry Shacklock (Wokingham, 30 de octubre de 1971) es una deportista británica que compitió en natación sincronizada. Ganó dos medallas de bronce en el Campeonato Europeo de Natación de 1993, en las pruebas solo y dúo.

## Palmarés internacional
| Campeonato Europeo | Campeonato Europeo      | Campeonato Europeo | Campeonato Europeo |
| Año                | Lugar                   | Medalla            | Prueba             |
| ------------------ | ----------------------- | ------------------ | ------------------ |
| 1993               | Sheffield (Reino Unido) | Medalla de bronce  | Solo               |
| 1993               | Sheffield (Reino Unido) | Medalla de bronce  | Dúo                |